# Ymittos - Aisthitiko Dasos Kaisarianis - Limni Vouliagmenis
Ymittos - Aisthitiko Dasos Kaisarianis - Limni Vouliagmenis este o arie protejată (arie specială de conservare — SAC, sit de importanță comunitară — SCI) din Grecia întinsă pe o suprafață de 8.812,79 ha, integral pe uscat.

## Localizare
Centrul sitului Ymittos - Aisthitiko Dasos Kaisarianis - Limni Vouliagmenis este situat la coordonatele 37°54′35″N 23°48′11″E / 37.90982°N 23.802981°E.

## Înființare
Situl Ymittos - Aisthitiko Dasos Kaisarianis - Limni Vouliagmenis a fost declarat sit de importanță comunitară în august 1996 pentru a proteja 1 specie de plante și 4 specii de animale. Situl a fost protejat și ca arie specială de conservare în martie 2011.

## Biodiversitate
Situată în ecoregiunea mediteraneană, aria protejată conține 8 habitate naturale: Faleze cu vegetație de Limonium spp. endemic de pe coastele mediteraneene, Matorral arborescenți cu Juniperus spp., Sarcopoterium spinosum phryganas, Pante stâncoase calcaroase cu vegetație casmofită, Peșteri inaccesibile publicului, Peșteri marine scufundate complet sau parțial, Păduri de Olea și Ceratonia, Păduri de pin mediteraneene cu pini mezogeni endemici.
La baza desemnării sitului se află mai multe specii protejate:
- plante (1): Silene holzmannii
- reptile (4): Chelonia mydas, țestoasă bănățeană (Testudo hermanni), Testudo marginata, elaphe situla (Zamenis situla)

Pe lângă speciile protejate, pe teritoriul sitului au mai fost identificate 21 de specii de plante, 1 specie de amfibieni, 4 specii de mamifere, 1 specie de nevertebrate, 5 specii de reptile.